# I poeti maledetti
I poeti maledetti è il titolo che Paul Verlaine diede alla sua opera uscita nella sua prima edizione nel 1884 e comprendente alcune tra le migliori opere di Tristan Corbière, Arthur Rimbaud e Stéphane Mallarmé.
In seguito nel 1888 uscì una edizione rinnovata nella quale l'autore aggiunse anche le opere di Marceline Desbordes-Valmore, Villiers de l'Isle-Adam e Pauvre Lelian - pseudonimo dello stesso Paul Verlaine, utilizzato in un suo tentativo di restare nell'anonimato. La scelta di ampliare l'opera è da alcuni criticata in quanto si accusa l'autore di far venire così a mancare l'incisività che caratterizzava l'opera originale.
Ma a Verlaine va riconosciuto senz'altro il grande merito grazie a quest'opera di aver reso celebri autori, che altrimenti sarebbero senz'altro rimaste figure sconosciute.
Verlaine stesso spiega che per "poeti maledetti", intende "poeti assoluti", "assoluti per l'immaginazione, assoluti nell'espressione".
Si nota subito in questa scelta l'assenza di Charles Baudelaire ma la sua esclusione è giustificata dal raggruppamento degli autori in un arco di tempo ristretto in cui essi operarono, un periodo che trova il suo baricentro nel 1873, anno in cui appaiono Una stagione all'inferno di Rimbaud e Gli amori gialli di Corbière.

## Les Poètes Maudits
Anche nella prosa Verlaine ha uno stile impeccabile, chiaro, esaltante; punteggiati di aneddoti di prima mano appaiono i commenti riguardanti i poeti maudits inseriti in questa sua raccolta, che Verlaine ebbe la ventura di frequentare personalmente. 
(Paul Verlaine, Les poètes maudits, Avant-propos)

## Il mito del Poeta maledetto
La figura dell'artista maledetto ricorrente in questo periodo assume una dimensione mitica. Con questo aggettivo si denota la tendenza di molti intellettuali a profanare i valori e le convenzioni della società borghese e a scegliere deliberatamente, come gesto di supremo rifiuto, il male e l'abiezione. L'artista diventa colui che sceglie la via dell'autoannientamento per discostarsi dai valori di una società che non lo comprende, si compiace dunque di una vita misera caratterizzata dal vizio della carne, le sregolatezze e dall'abuso di alcool e droghe.
Impulsi distruttivi, attrazione per la morte e rifiuto per la società borghese sono elementi che accomunano i poeti maledetti e li rendono esponenti del Decadentismo.

## Galleria d'immagini
I ritratti dei Poeti Maledetti seguenti sono inclusi nell'edizione del 1888. 

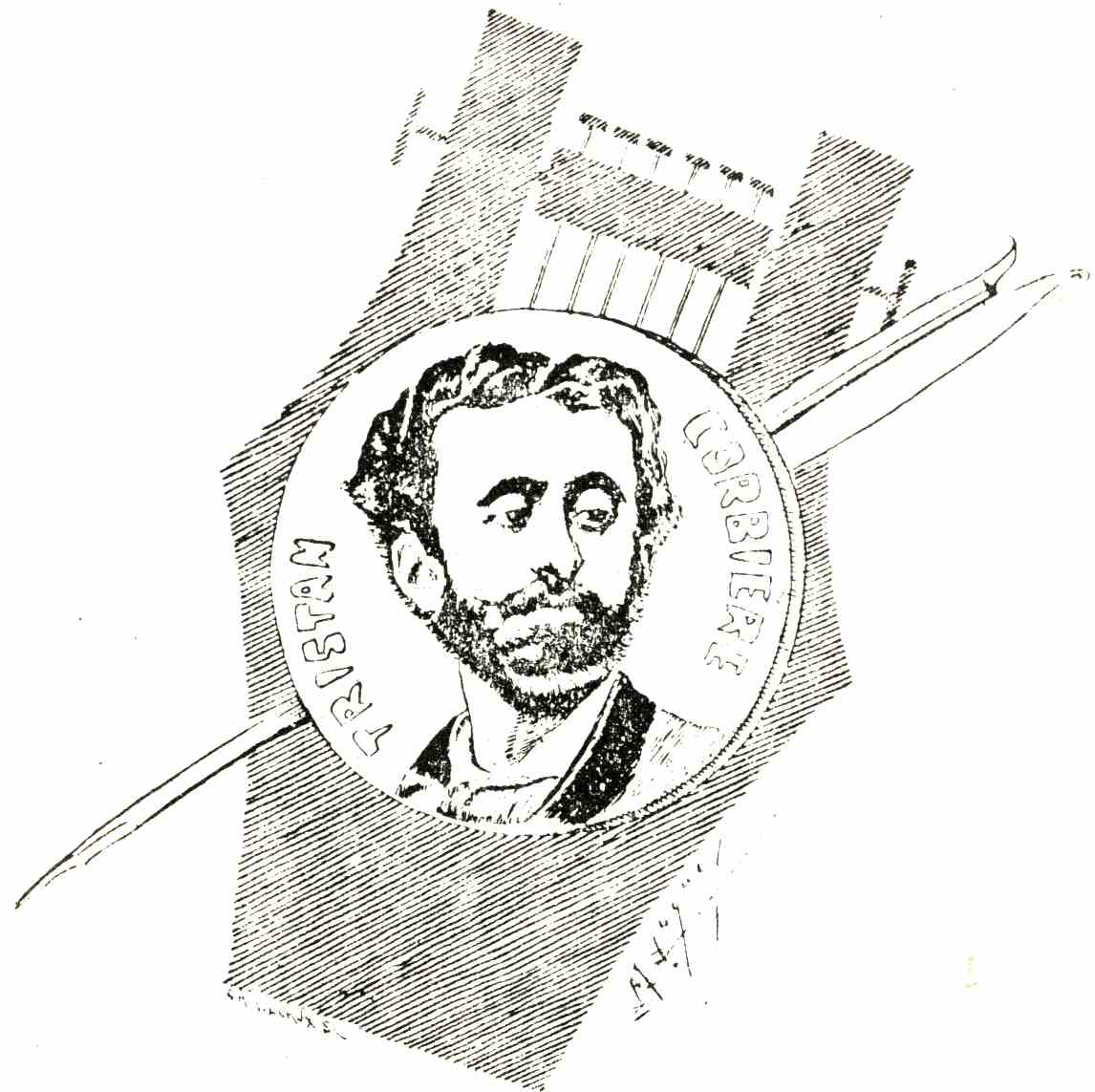
Tristan Corbière
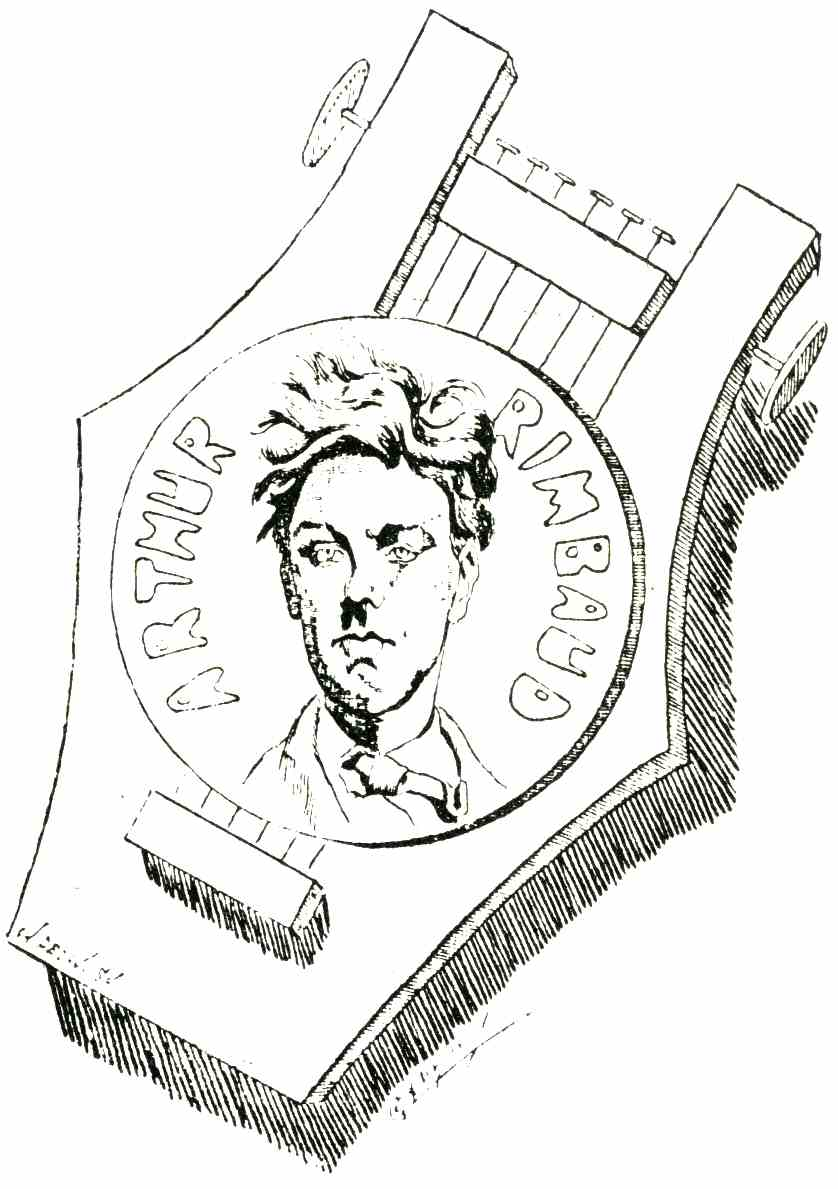
Arthur Rimbaud
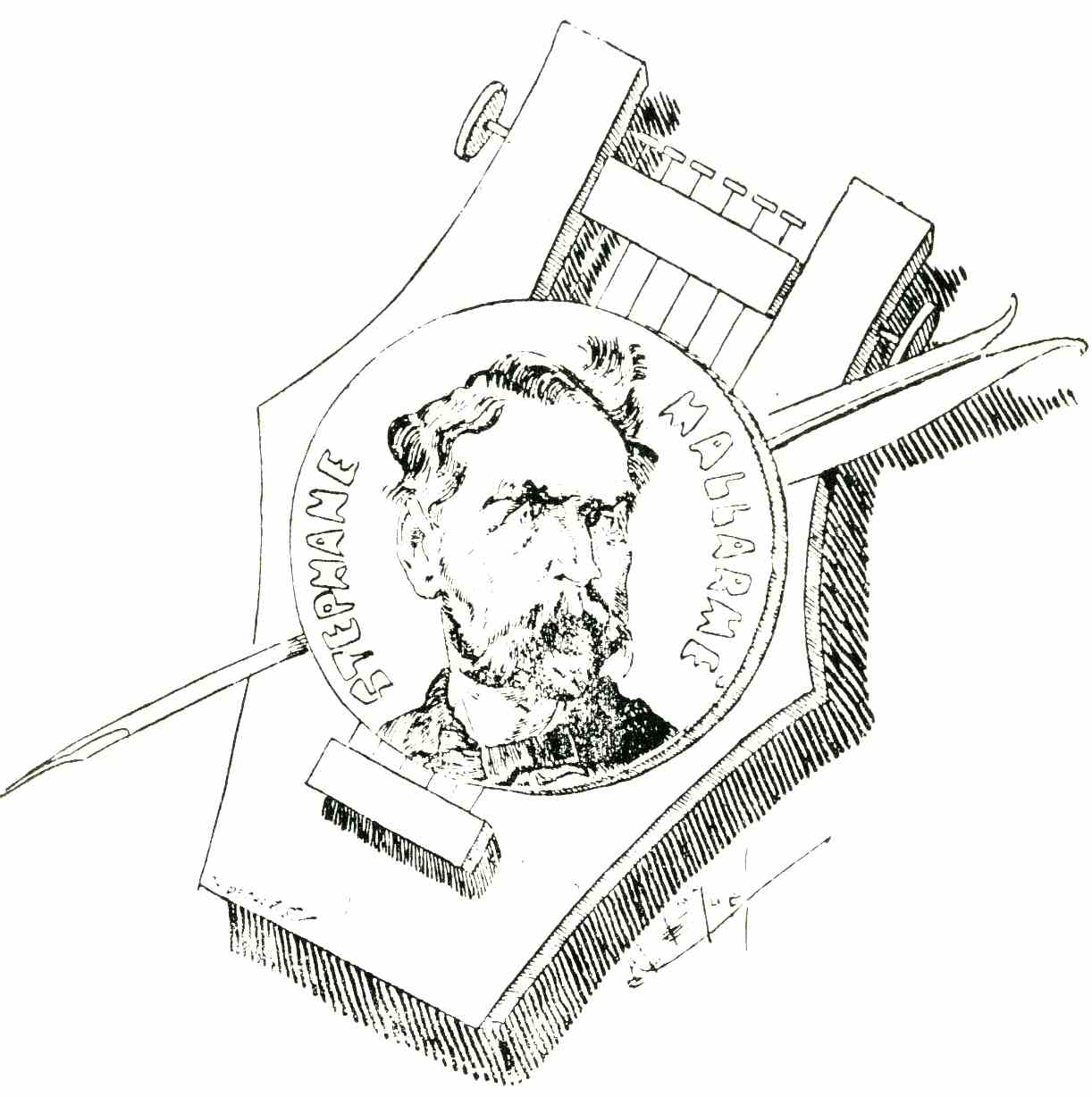
Stéphane Mallarmé
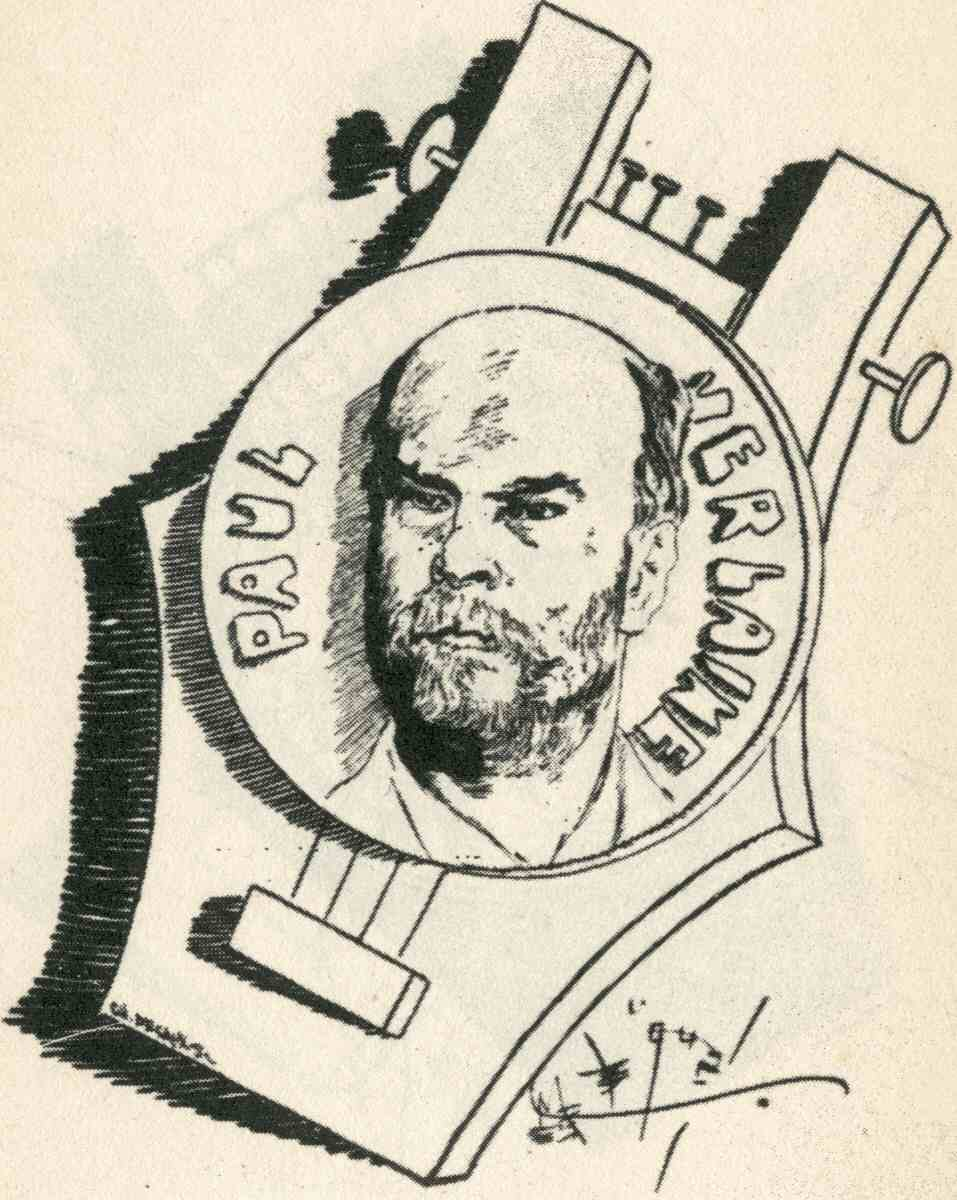
Paul Verlaine